# Yōko Maki (Mangaka)
Yōko Maki (japanisch 槙 ようこ Maki Yōko, * 11. Juli 1981 in Kagoshima, Japan als Yōko Fuke / japanisch 福家 陽子 Fuke Yōko) ist eine japanische Mangaka und Illustratorin. Sie veröffentlichte auch unter dem Pseudonym Kamaki.

## Werdegang und Werk
Die 1981 in Kagoshima geborene Yōko Maki begann ihre Laufbahn als Mangaka Ende der 1990er Jahre mit Kurzgeschichten. Der erste Sammelband mit Kurzgeschichten von ihr erschien 1999 unter dem Titel Kareki ni Koi o Sakasemasu. Es folgten viele kürzere, aber auch einige längere Serien. Alle ihre Werke sind in Magazinen für jugendliche Mädchen (Shōjo) erschienen und sind meist romantische Komödien oder Dramen, die im Schulalltag spielen.
Makis erste länger laufende Serie war Aishiteruze Baby, die von 2002 bis 2005 sieben Bände erreichte. Sie war auch die erste, die 2004 als Anime-Fernsehserie umgesetzt wurde, was 2014 erneut bei Romantica Clock gelang. Zudem kam Aishiteruze Baby als erste von ihren Serien auf Deutsch heraus. Beim Verlag Tokyopop erschienen in der Folge auch weitere Mangas von Maki. Die Schülerromanze erzählt von einem Schürzenjäger, der eines Tages die Verantwortung für seine fünfjährige Cousine übernehmen muss. Seine Wandlung zum verantwortungsvollen Erziehungsberechtigten macht eine Klassenkameradin auf ihn aufmerksam, die ihn bisher gemieden hatte. Das von 2013 bis 2016 erschienene Romantica Clock erzählt von zwei ungleichen Zwillingen, die einander gegenseitig in Schul- und Liebesangelegenheiten unter die Arme greifen.
Mit Abschluss ihrer Serie Sparkly Lion Boy, die von 2016 bis 2019 lief, kündigte Maki an, ihre Karriere als Mangaka zu beenden.

## Bibliografie (Auswahl)
- Kareki ni Koi o Sakasemasu (枯れ気に恋を咲かせます, 1999, 1 Band, Kurzgeschichtensammlung)
- Sora Sora (ソラソラ, 2000, 1 Band)
- Atashi wa Bambi (あたしはバンビ, 2001, 3 Bände)
- Aishiteruze Baby (愛してるぜベイベ, 2002–2005, 7 Bände)
- Star Blacks (2005, 2 Bände)
- Taranta Ranta (らんたランタ, 2006–2007, 2 Bände)
- Yamamoto Zenjirō to Mōshimasu (山本善次朗と申します, 2006–2011, 5 Bände)
- 14R (2007, 1 Band)
- between the Worlds (山本善次朗と申します Yamamoto zenjirō to mōshimasu, 2007–2011, 5 Bände)
- Devil of the Victory (勝利の悪魔 Shōri no Akuma, 2009–2010, 3 Bände)
- Pika Ichi (ピカ☆イチ, 2010–2013, 7 Bände)
- ILS Short Story Collection: Die Welt rettet dich (世界はきみを救う! Sekai wa Kimi o Sukū!, 2012, 1 Band, Kurzgeschichtensammlung)
- Romantica Clock (2013–2016, 10 Bände)
- Märchenwelten (槙ようこ 恋愛物語集 Love Story Collection of Yōko Maki, 2015, 1 Band, Kurzgeschichtensammlung)
- Sparkly Lion Boy (きらめきのライオンボーイ Kirameki no Lion Boy, 2016–2019, 10 Bände)